# Pitcairnia altoatratoensis
Pitcairnia altoatratoensis är en gräsväxtart som beskrevs av Ganapathy Subramaniam Varadarajan och Enrique Forero. Pitcairnia altoatratoensis ingår i släktet Pitcairnia och familjen Bromeliaceae.
Artens utbredningsområde är Colombia. Inga underarter finns listade i Catalogue of Life.